# Gai Semproni Tudità (pretor)
Gai Semproni Tudità (en llatí Caius Sempronius Tuditanus) va ser un magistrat romà. Formava part de la gens Semprònia i era de la família dels Tudità.
Va ser edil plebeu l'any 198 aC i pretor el 197 aC quan va obtenir Hispània Citerior com a província. Va ser derrotat pels hispans a la Citerior durant la revolta de 197 aC, patint fortes pèrdues i va quedar ferit. Va morir d'aquesta ferida poc temps després. Quan va morir era pontífex.